# ルーレット

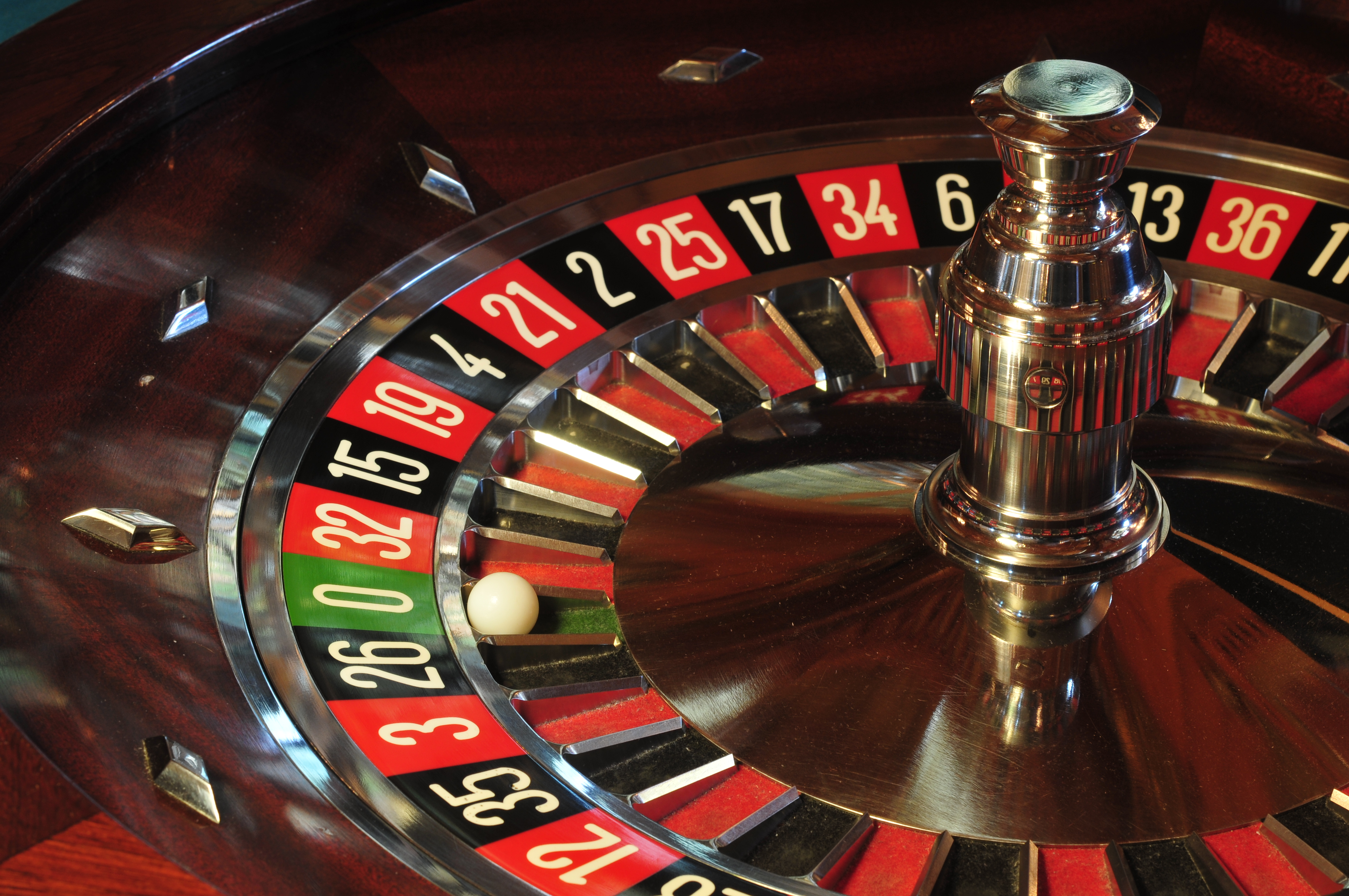
ルーレットの回転盤

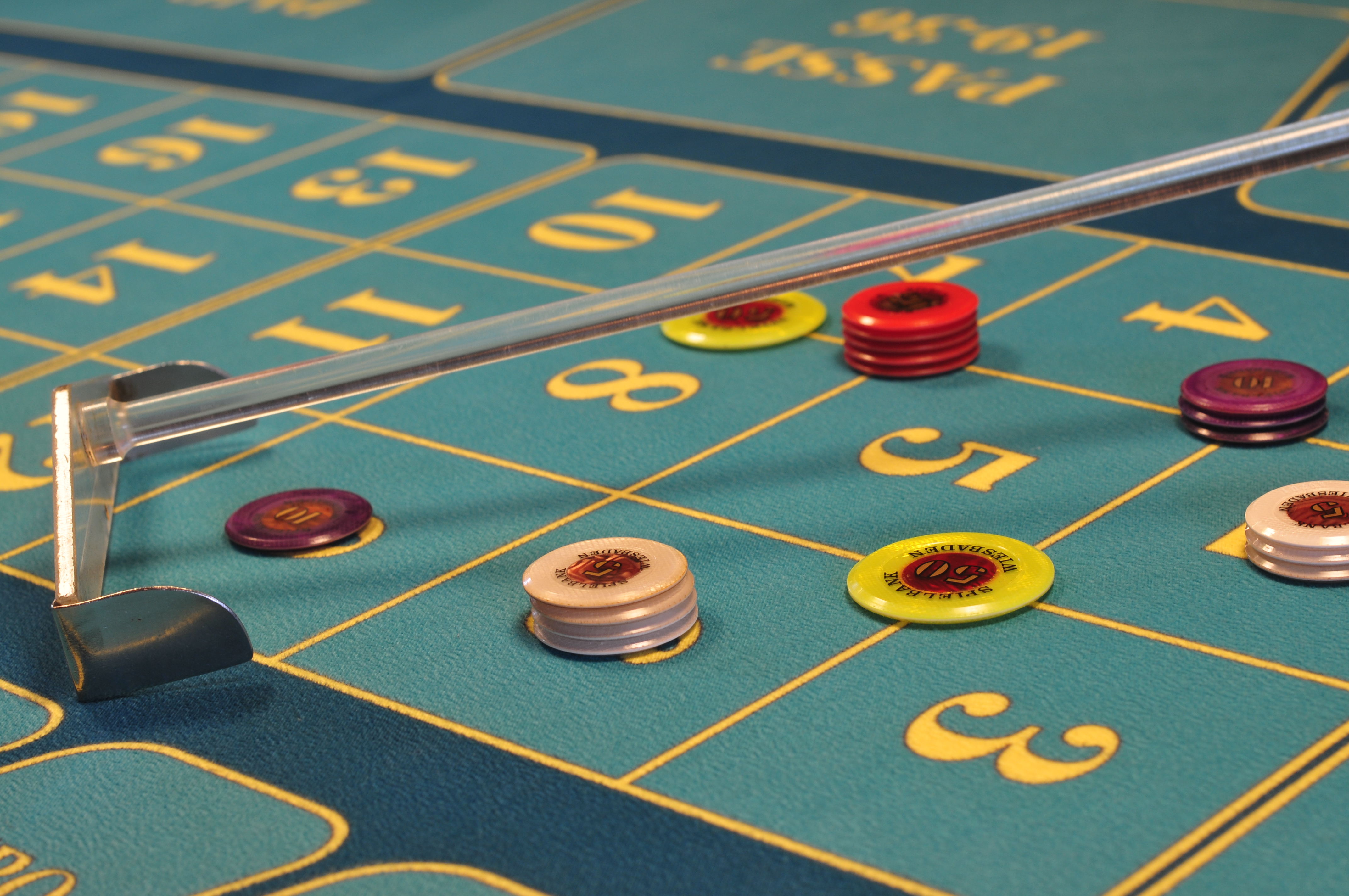
ベットされたチップ

ルーレット（フランス語: roulette）は、回転する円盤に球を投げ入れ、落ちる場所を当てるカジノゲーム。ルーレットはカジノの女王とも呼ばれ、多くのカジノで提供されている。19世紀初めにフランスで現在の形が完成し、「小さな輪」を意味するフランス語がゲームの名前となった。
上記の通り「ルーレット」という用語はこのゲームのことを示し、使われる回転円盤を示す用語では無いが、誤用されている。同様に抽選行為を示す一般的な用語でもないが使われている。後述の通り回転式の抽選器及び、それを使ったゲームを○○ルーレットなどと言われている。カジノゲームのマネー・ホイールで使われる円盤はルーレットとは呼ばない。

## 歴史
17世紀のイタリアにはオカ (Hoca) と呼ばれる原型のゲームが存在し、E-Oやブール、そしてルーレットに変化していった。レイアウト（賭け金を置くテーブル）の形は1655年にパスカルが考えたとされている。
古典的なルーレットは0と00が存在し、現在のアメリカンスタイルと同じ38区分のものだった。1841年にドイツでカジノを経営していたフランス人・ブラン兄弟の考案で37区分に変更され、ヨーロッパで人気を博した。

## ルール

### 概要
ホイール（回転盤）は均等に区切られたボールの落ちるポケットがあり、数字が記されている。ポケットには赤か黒かの色がついており、0（00、000）は緑色である。ホイールの種類はヨーロピアンスタイルとアメリカンスタイルの2種類が主流であり、その他にはメキシカンスタイル（39区分）、フレンチスタイル(ヨーロピアンスタイルと同じ37区分だがテーブルレイアウトが異なる)などがある。ホイールの種類によって数字の並びやオッズが異なる。
- ヨーロピアンスタイル 37区分（1から36、0）
- アメリカンスタイル 38区分（1から36、0、00）
- メキシカンスタイル 39区分（1から36、0、00、000）

アメリカンスタイルに関しては、数字の配列が異なるホイールも地域によって見ることが可能である。

### ゲームの手順
1. ディーラーがベルを1回鳴らし、ベット（賭け）の開始をプレイヤーに知らせる。
2. プレイヤーはめいめいベットを行う。
3. ディーラーが上部のノブをひねってホイールを回転させ、回転方向と逆にボールを投げ入れる。
4. プレイヤーは追加でベットを行う。あるいはベットの変更を行う。
5. 一定時間が経過しボールが回転している間にベットの終了をディーラーが宣言する。英語の場合はノー・モア・ベットと告げ、ベルを2回鳴らすあるいはテーブルを撫でるような仕種を行う。
6. ボールがポケットに落ちた場所をディーラーが宣言する（例:「Red 9」）。
7. ディーラーが外れたチップを回収し、的中したベットに対して配当を行う。

チップには通常のチップでなくルーレット専用のプレイヤーごとに色分けされたチップを利用する。ベットを行う際は自分でテーブルの上にチップを置くか、ディーラーに宣言してチップを渡す。不明瞭なベットや締め切り後のベットはファウルとして没収される。
ハウスによって細かい部分は異なっている。ベットのタイミングは球が投げ入れられる前でも後でも良い場合が多いが、アジア地域などの一部のカジノでは投げ入れられる前にしか賭けられない場合がある。このルールは客側に大きく不利であるため、ディーラーではなく機械がボールを投げ入れる機械式のホイールを使用することがある。
多くのカジノでは出た数字の履歴を表示するボードが用意されているので、必要であれば参照することも可能である。

### 賭けの種類
ルーレットのベットには、赤か黒か、奇数か偶数かの配当2倍に賭けるものから、1枚賭けと呼ばれるある唯一の数が出ることに賭ける配当36倍まで、様々な賭け方が存在する。0（00、000を含む）は緑色であり、偶数や小とは認められず、アウトサイドベットに対してはディーラーの総取りとなる。

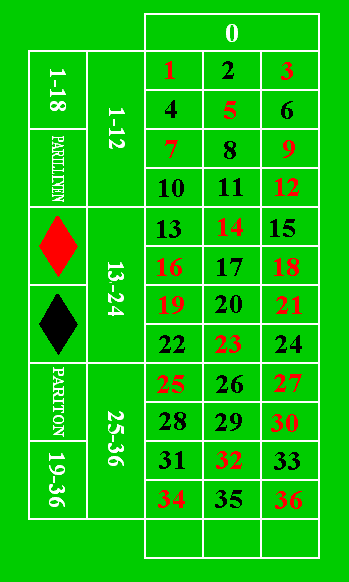
ヨーロピアンスタイルのルーレットのテーブル

#### インサイドベット
- 1目賭け - 特定の数字1つに賭ける。配当は36倍。
- 2目賭け - 隣り合った数字2つに賭ける。配当は18倍。
- 3目賭け - 横一列の数字3つに賭ける。配当は12倍。
- 4目賭け - 十字の4方向にある数字4つまたは0、1、2、3(ヨーロピアンスタイルのみ)に賭ける。配当は9倍。
- 5目賭け - アメリカンスタイルにおいて、横2列の数字5つ（0、00、1、2、3）に賭ける。配当は7倍。唯一期待値が異なる（不利な）賭け方である上に、ハウスによっては6目賭けと同配当とするところも存在する。この賭け方を認めていないハウスも多い。
- 6目賭け - 横2列の数字6つに賭ける。配当は6倍。

#### アウトサイドベット
- 縦一列 - 縦1列の数字12個に賭ける。配当は3倍。
- 大中小 - 1～12、13～24、25～36のどれかに賭ける。配当は3倍。
- 前半・後半 - 1～18、19～36のどちらかに賭ける。配当は2倍。
- 奇数・偶数 - 奇数か偶数のどちらかに賭ける（0、00を除く）。配当は2倍。
- 赤・黒 - 赤色の数字か黒色の数字のどちらかに賭ける。配当は2倍。

#### その他
ヨーロッパでは上記以外の種類の賭けを提供している。賭けの内容を発声によってディーラーへ伝える。
- フィナーレ - 数字の一の位に対して賭ける。配当は3目賭けまたは4目賭けと同じ。
- ゼロ周辺 - ホイールの並びで0の近くにある数字に賭ける。周辺17個に賭けるパターンと、周辺7個に賭けるパターンがある。

## 特徴
基本的にどのようなベットをしても控除率が一定になるようオッズが調整されている。アメリカンスタイルの場合は 5.3% (2/38)、ヨーロピアンスタイルの場合は 2.7% (1/37)が確率統計的にカジノの収益になる。プレイヤー間の勝負は無く、常にカジノとの勝負になる。アメリカンスタイルの控除率は他のカジノゲームと比較して高く、ヨーロッパに比べてアメリカではブラックジャックやバカラなど他のゲームに比べて人気が低い。ラスベガスではルーレットの利用者は全来客者数の2%に留まり人気が低迷している。一方、ラスベガスを抜いて、世界一のカジノ国になったマカオではヨーロピアンスタイルを採用しており、どのカジノもテーブルでプレイヤーがあふれていることが多い。カジノ側はテーブルゲームのほかに、機械式のルーレットを設置し多くのプレイヤーをさばいている。
主なプレイスタイルとして、オッズが低く当たりやすいベットを多額で狙う、賭けることなく履歴を確認しチャンスと思った所で勝負する、通りすがりに一枚賭けで大勝負、などがある。クラップス同様、他のシリアスなゲームの緊張感をほぐす意味で遊ばれることもある。

## アメリカンスタイルとヨーロピアンスタイル
上記特徴の通り、ヨーロピアンスタイルのほうがプレイヤーに有利ではあるが、必ずしもヨーロピアンスタイルに人気が集中しているわけではない。例えば、シンガポールのマリーナベイ・サンズには、同じカジノフロアに両スタイルのテーブルが存在し、ヨーロピアンスタイルのほうが人気は高いものの、アメリカンスタイルにも多くのプレイヤーが参加している。ラスベガスであっても、最低賭け金の高いテーブルにおいてヨーロピアンを採用しているカジノも存在する。
- 主にアメリカンスタイルを採用する国
  - アメリカ・韓国
- 主にヨーロピアンスタイルを採用する国
  - フランス・ドイツ・イタリア・スペイン・ポルトガル・オーストリア・フィリピン
- 複数のパターンを採用する国
  - シンガポール・マカオ[8]

## 機械式ルーレット
テーブルに多くのプレイヤーが集中しすぎる問題の対処として機械式のルーレットを採用している場合がある。1つのルーレットを用いて50席以上の機械を設置し、多くのプレイヤーを参加させている。カジノ側としてはディーラーを最低2名以上配置すればよく、かつチップの配当や回収に時間がかからず効率的である。マカオやシンガポールでは多くのプレイヤーが、機械式を好む傾向がある。
マカオなどではサーバーから送られるルーレット動画（デジタルルーレット）を相手にしたゲームが主流。かつてのように、ディーラーがサーブをし、ペイメンがチップの配当を出すルーレット台はあまり置かれていない。
また、ボールの投入・落下番号の判別・ボールの回収までを全て自動で行い、プレイヤーは端末からベットを行う形式の自動式ルーレット機器は、複数の機器が製造・販売され、稼働している。なお、ボールの投入や落下位置の判別、回収などの仕組みは製造機器メーカー・機種により細かく異なる。

## 戦略
ルーレットの期待値はカジノ側が有利に設定されているが、賭ける金額を操作することでその分散を変化させることは可能である。マーチンゲール、ダランベールなどのベッティングシステムが存在し、有料で販売されているベッティングシステムもある。手法によっては賭け金が膨らみ、損失が大きくなる危険性がある。
ディーラーがボールを任意の場所に入れられるかどうかについて議論されることがある。小説等架空作品では演出のためにディーラーが出目を操れる、回転盤に電子機械的な出目を操る仕組みがあるなどの設定がなされることがあるが、現在の一般的なカジノの条件では不可能とされている。ディーラーが任意の場所に入れにくくする対策は、運用としてはボールを転がすときに回転盤を見てはいけないというものがある。ハードウェアとしては回転盤のバンクの部分の突起物にボールが当たり挙動が予測できないほど不安定になる。仮にディーラーが意図的に出目を狙えるとした場合、ルーレットはプレイヤーとの間で心的な読み合いを行うゲームとなる。一方でそのようなディーラーは客と共謀して簡単に不正ができる為、カジノが雇わない、そのような回転盤は採用しないだろうと考えられている。特定の出目を外すようなコントロールは実現性があり、実際にそのようなディーラーが存在していたという。
前述の通り、カジノ側は完全な乱数においても損はしない仕組みになっている。そのため、不正なディーラーや細工された回転盤を使い信用度を下げることは行わない。（ルーレットに限らず、カジノではダイスや電子機器などの器具は不正がないように検査、調整されている。）

## ルーレットに関する記録

### ギネス世界記録
- 特定の色が連続で出た記録として、黒の24回が最高である。

## その他ルーレットと呼ぶ物（回転式抽選器）
- 人生ゲームなどのボードゲームでサイコロの代わりに回されたり、抽選に使われたりするものの名称として使われることもあるが、形状から名称が付けられているものであり、当然カジノとは関係がない。
- フジテレビで過去に『一攫千金!日本ルー列島』という、日本列島をルーレット盤に見立てて出演者がチップを賭けてクイズに挑戦する番組があった。
- 志村けんのだいじょうぶだぁ - 人間ルーレットという番組コーナーが有り、人間が取り付けられた円盤が使われていた。
- 当番ルーレット - 学校での掃除や給食当番の割り当てを記入する回転盤のことをルーレットや当番ルーレットなどと呼ぶ。ただし、ローテーション表と使い、通常は抽選行為は行われない。
- ルーレット族 - 環状道路などで高スピードで周回する暴走族(走り屋)の事を呼ぶ（ルーレットの回転版の球のように周回するという意味である。本項のルーレットを楽しむ人々の意味ではない。）。

## ルーレットを扱った架空作品
小説
- 『賭博者』（1866年） - ドストエフスキーのルーレットを題材とした小説。

漫画
- 「マカオの男」（1970年） - 藤子不二雄Aの短編漫画（『ヤングコミック』1970年6月24日号）。マカオのカジノが舞台。『藤子不二雄Aブラックユーモア短篇集』第2巻（中公文庫）などに収録。
- 「赤か黒か」（1970年） - 藤子不二雄Aの短編漫画（『月刊明星』1970年7月号）。フランス・ディヴォンヌのカジノが舞台。『藤子不二雄Aブラックユーモア短篇集』第2巻（中公文庫）などに収録。
- 『100万$キッド』（1986-1988年） - 石垣ゆうき（原案協力：宮崎まさる）のギャンブル漫画。第18話および第36話〜第49話でルーレットが題材となっている[11]。

映画
- 007_カジノロワイヤル - 最後の対決で笑気ガスを噴霧する装置としてルーレットの台が登場する。回転盤が浮遊し、ガスを噴霧した後に壁に衝突し爆発する。回転盤には笑気ガスを噴霧する操作パネルの隣に出目を操るためのスイッチやランプ類が見られ、映画内のカジノが不正をしているという描画もされている。